# Сідорін Сергій Володимирович
Сергій Володимирович Сідорін — український військовослужбовець, полковник Національної гвардії України, командир 4-ї бригади оперативного призначення імені Героя України сержанта Сергія Михальчука, учасник російсько-української війни, який відзначився під час відбиття російського вторгнення в Україну.

## Життєпис
Народився 1987 року в селі Дубіївці на Черкащині.
2010 року закінчив командний факультет Академії внутрішніх військ МВС у місті Харкові, після чого був зарахований до особового складу спецпідрозділу «Барс» внутрішніх військ МВС, в/ч 3027. Пройшов шлях від командира взводу спеціального призначення до заступника командира батальйону спеціального призначення.
З весни 2014 року брав участь в антитерористичній операції на Сході України.
На кінець червня 2014 року Сергій Сідорін разом з побратимами виконував завдання на блокпосту № 1 на північно-західній околиці Слов'янська — поблизу селища Мирне (біля дамби Рибгоспу), спільно з бійцями 95-ї окремої десантно-штурмової бригади ЗСУ. 26 червня, під час «перемир'я», близько 19:30, незаконні збройні формування одночасно з двох сторін – із танків і мінометів – почали обстрілювати блокпост, після чого пішов штурм. Ці події стали першим танковим штурмом російсько-української війни. Один із трьох танків бойовиків нацгвардійці знищили, — резервіст 2-го резервного батальйону НГУ Вадим Д. з РПГ підбив танк, що насувався на позиції нацгвардійців, старший лейтенант Сідорін з РПГ-7 вивів його з ладу. Від останнього пострілу танка Сергій отримав уламкове поранення у ногу. 
В цьому бою загинули солдат 2-го резервного батальйону оперативного призначення НГУ (згодом — ім. Героя України Сергія Кульчицького) доброволець Артур Гулик і троє десантників 95-ї аеромобільної бригади. Під натиском переважаючих сил противника оборонцям довелося відступити, але вже наступного дня блокпост було відбито.
У 2016 році був призначений командиром роти 1-го батальйону оперативного призначення 4-ї бригади оперативного призначення НГУ (бригада швидкого реагування), в/ч 3018, Гостомель. У бригаді пройшов посади від командира роти до начальника штабу.
Під час ротації в район Світлодарської дуги (2019 – 2020 рр.) Сергій Сідорін на посаді начальника штаба батальйонної тактичної групи відзначився успішною організацією облаштування нових позицій, що дозволило суттєво вирівняти лінію зіткнення та тим, що в листопаді 2019 року забезпечив евакуацію шістьох поранених українських бійців в районі селища Новолуганське Донецької області.  
Повномасштабне вторгнення окупаційних військ 24 лютого 2022 року зустрів на Луганщині, де в ролі начальника штабу батальйонної тактичної групи брав участь в організації оборони Рубіжного та Сівєродонецька.
Під час боїв на Бахмутському напрямку полковник Сергій Сідорін був призначений командиром батальйонної тактичної групи, яка вела оборону на одному з найгарячіших відтинків – у районі Курдюмівки. Потім брав участь у бойових діях на Сіверському напрямку на Донеччині.
З січня 2025-го — командир 4-ї бригади оперативного призначення "Рубіж" НГУ. 

## Нагороди
- Орден Богдана Хмельницького ІІ ступеня (25 березня 2024 року) — за особисту мужність і самовідданість, виявлені у захисті державного суверенітету та територіальної цілісності України, сумлінне та бездоганне служіння Українському народові[2].
- Орден Богдана Хмельницького ІІІ ступеня (24 травня 2022 року) — за особисту мужність і самовіддані дії, виявлені у захисті державного суверенітету та територіальної цілісності України, вірність військовій присязі[3].
- Орден «За мужність» ІІІ ступеня (8 липня 2014 року) — за особисту мужність і героїзм, виявлені у захисті державного суверенітету та територіальної цілісності України[4].
- У листопаді 2021 року Міністр внутрішніх справ відзначив Сергія Сідоріна нагородною вогнепальною зброєю[5]